# Antonín Vávra
Antonín Vávra   (Praga, 7 de gener de 1847 - Dobřichovice, 8 de juny de 1932) fou un cantant d'òpera txec.
Estudià a Praga, amb Lukes, i a Milà amb Lamperti, i no tardà a revelar-se com a notable tenor dramàtic. Com a membre de l'Òpera del Teatre Nacional de Praga, tenia el mèrit d'haver creat diversos rols en les òperes de Bedřich Smetana, havent estrenat El bes (Hubicka) (1876); El secret (Tajemství) (1878); Les dues vídues (Dvĕ vdovy) (1879), i Libuše (1884) amb motiu de la reobertura del Teatre Nacional, després del seu incendi el 1882. El rol en què més va lluir les seves amples facultats, fou en el Don José en l'òpera Carmen de Georges Bizet.